# Joaquim Castellarnau i Balcells
|  | No s'ha de confondre amb el seu cosí Joaquim Maria de Castellarnau i de Lleopart. |

Joaquim Castellarnau i Balcells (Tarragona, 18 d'octubre de 1835 - 1896) fou un polític català, diputat a les Corts Espanyoles durant la restauració borbònica.
Fill del noble i militar tarragoní Josep Antoni de Castellarnau i de Camps i de l'alforjenca Rosa Balcells i Aleu. Era cosí de l'enginyer i botànic Joaquim Maria de Castellarnau i de Lleopart. Es llicencià en dret civil i canònic a la Universitat de Barcelona.
Fou comandant de la Milícia Nacional i elegit diputat del Partit Conservador pel districte del Vendrell a les eleccions generals espanyoles de 1876, 1879 i 1884. L'agost de 1880 va participar en l'Assemblea de Tremp que pretenia impulsar el ferrocarril a la conca del Noguera Pallaresa. El juliol de 1890 fou nomenat governador civil de les Illes Balears i el març de 1891 de la província de Cadis.